# Kaupifalco monogrammicus
Lo sparviero delle lucertole (Kaupifalco monogrammicus (Temminck, 1824) è un uccello rapace della famiglia Accipitridae, diffuso nell'Africa subsahariana. È l'unica specie nota del genere Kaupifalco.

## Descrizione
È un rapace di media taglia che raggiunge lunghezze di 30-37 cm, con una apertura alare di 63-79 cm.

## Biologia
Si nutre di grossi insetti (in particolare cavallette, coleotteri e termiti) e di piccoli vertebrati come lucertole, serpenti, rane e piccoli roditori.

## Distribuzione e habitat
Questa specie ha un ampio areale subsahariano che comprende Angola, Benin, Botswana, Burkina Faso, Burundi, Camerun, Repubblica Centrafricana, Ciad, Repubblica del Congo, Repubblica Democratica del Congo, Costa d'Avorio, Guinea Equatoriale, Etiopia, Gabon, Gambia, Ghana, Guinea, Guinea-Bissau, Kenya, Liberia, Malawi, Mali, Mozambico, Namibia, Niger, Nigeria, Ruanda, Senegal, Sierra Leone, Somalia, Sudafrica, Sud Sudan, Sudan, Swaziland, Tanzania, Togo, Uganda, Zambia e Zimbabwe.

## Tassonomia
Sono note le seguenti sottospecie:
- Kaupifalco monogrammicus monogrammicus (Temminck, 1824)
- Kaupifalco monogrammicus meridionalis (Hartlaub, 1860)